# NFL Football Trivia Challenge
NFL Football Trivia Challenge is een computerspel dat werd ontwikkeld door Capitol Disc Interactive Corporation. Het spel kwam in 1993 uit voor de Mega-CD en een jaar later voor het platform Philips CD-i. Het spel is een quiz waarbij de winnaar diegene is die na 60 vragen de meeste punten heeft. Het spel omvat in totaal 1500 meerkeuzevragen, 1200 foto's en 300 videoclips. In totaal zijn er drie moeilijkheidsgraden.

## Platforms
| Jaar | Platform |
| ---- | -------- |
| 1993 | Mega-CD  |
| 1994 | CD-i     |

## Ontvangst
| Beoordeeld door       | Platform | Datum            | Score |
| --------------------- | -------- | ---------------- | ----- |
| All Game Guide        | SEGA CD  | 1998             | 70%   |
| The Video Game Critic | SEGA CD  | 24 februari 2008 | 16%   |